# Arsen Awakow (polityk)
Arsen Borysowycz Awakow, ukr. Арсен Борисович Аваков (ur. 2 stycznia 1964 w Baku) – ukraiński polityk i przedsiębiorca pochodzenia ormiańskiego, deputowany do Rady Najwyższej, w latach 2005–2010 przewodniczący Charkowskiej Obwodowej Administracji Państwowej, w latach 2014–2021 minister spraw wewnętrznych.

## Życiorys
Urodził się w rodzinie wojskowego, która w 1966 osiedliła się na Ukrainie. W 1988 ukończył studia na Charkowskim Instytucie Politechnicznym. Początkowo pracował jako inżynier w instytucie naukowym, w 1990 założył spółkę akcyjną Inwestor, a w 1992 komercyjny bank Bazys. W 2012 wartość jego aktywów (głównie w sektorze bankowym) szacowano na blisko 190 milionów dolarów, co plasowało go na 70. miejscu wśród najbogatszych Ukraińców.
W 2002 wszedł w skład miejskiego komitetu wykonawczego w Charkowie. W 2004 wspierał kandydaturę Wiktora Juszczenki w wyborach prezydenckich. Następnie został przez tegoż mianowany gubernatorem obwodu charkowskiego (jednym z jego zastępców został bratanek prezydenta). Funkcję tę pełnił od 2005 do 2010. Po nominacji formalnie zrezygnował ze stanowisk w radach nadzorczych kontrolowanych przez siebie przedsiębiorstw. Działał w Naszej Ukrainie, zasiadał w jej centralnych władzach. W 2006 uzyskał mandat deputowanego do rady obwodu charkowskiego. W 2010 bezskutecznie kandydował na mera Charkowa, w tym samym roku z powodzeniem ubiegał się o reelekcję do rady obwodowej jako kandydat Batkiwszczyny, w ramach której objął kierownictwo regionalnych struktur. W 2011 zrezygnował z działalności publicznej i wyjechał do Włoch, gdzie wrócił do działalności gospodarczej. W międzyczasie na Ukrainie wszczęto przeciwko niemu sprawę karną o domniemaną korupcję. Do kraju powrócił w 2012, w tymże roku z listy Batkiwszczyny został wybrany do Rady Najwyższej VII kadencji.
W czasie Euromajdanu wraz z Andrijem Parubijem zajmował się koordynowaniem działalności protestujących. 22 lutego 2014 został pełniącym obowiązki ministra spraw wewnętrznych. Pięć dni później stanął na czele tego resortu w rządzie Arsenija Jaceniuka. Wkrótce po objęciu urzędu doszło do aneksji Krymu przez Rosję i początku konfliktu zbrojnego w Donbasie.
Pół roku później, m.in. wraz z premierem, wystąpił z Batkiwszczyny. Znalazł się w gronie założycieli Frontu Ludowego, na czele którego stanął urzędujący premier. W wyborach z października tegoż roku uzyskał mandat posła VIII kadencji. Pozostał również na dotychczasowym stanowisku rządowym w drugim gabinecie dotychczasowego premiera powołanym 2 grudnia 2014. Ministrem spraw wewnętrznych został także w utworzonym 14 kwietnia 2016 rządzie Wołodymyra Hrojsmana. Funkcję tę utrzymywał następnie w powołanym 29 sierpnia 2019 gabinecie Ołeksija Honczaruka oraz w utworzonym 4 marca 2020 rządzie Denysa Szmyhala. Zakończył urzędowanie 15 lipca 2021, gdy parlament przyjął jego rezygnację, a jego następcą następnego dnia został Denys Monastyrski.